# A2A
Het A2A (Agent2Agent)-protocol is een open protocol dat is ontworpen om samenwerking tussen AI-agenten mogelijk te maken. Dit protocol stelt AI-agenten in staat veilig met elkaar te communiceren, ongeacht de onderliggende infrastructuur. Op deze manier kunnen complexe workflows geautomatiseerd worden.
Het protocol werd oorspronkelijk ontwikkeld door Google, maar wordt ondertussen ondersteund door meer dan 100 bedrijven.
Het A2A-protocol is ontworpen om een van de uitdagingen van AI op te lossen: autonome agents – software-entiteiten die in staat zijn tot onafhankelijke actie en besluitvorming – in staat stellen elkaar te ontdekken, veilig informatie uit te wisselen en samen te werken. 
A2A doet dit door een zogenaamde AgentCard te creëren. Een AgentCard is een metadatadocument met JavaScript Object Notation (JSON) dat het doel ervan beschrijft en instructies geeft voor toegang via een web-URL. A2A maakt ook gebruik van veelgebruikte webstandaarden, zoals HTTP, JSON-RPC en Server-Sent Events (SSE), om brede compatibiliteit en eenvoudige integratie te garanderen. Door een gestandaardiseerde, leveranciersonafhankelijke communicatielaag te bieden, lost A2A een aantal beperkingen uit het verleden op.